# هربرت راینکر
هربرت راینکر (آلمانی: Herbert Reinecker؛ ‏ ۲۴ دسامبر ۱۹۱۴ – ۲۷ ژانویهٔ ۲۰۰۷) فیلم‌نامه‌نویس، نویسنده و رمان‌نویس اهل آلمان بود.
راینکر فیلم‌نامه‌نویس فیلم‌هایی همچون درک، کاناریس و من و شما بوده‌است. وی همچنین برندهٔ جوایزی همچون جایزه فیلم آلمان شده‌است.